# 1497 Tampere
1497 Tampere è un asteroide della fascia principale. Scoperto nel 1938, presenta un'orbita caratterizzata da un semiasse maggiore pari a 2,8949314 UA e da un'eccentricità di 0,0778972, inclinata di 1,06017° rispetto all'eclittica.
L'asteroide prende il nome dalla città finlandese di Tampere.